# José Elias Garcia
José Elias Garcia (Almada, Cacilhas, 30 de dezembro de 1830 — Lisboa, Mártires, 22 de abril de 1891) foi um professor da Escola do Exército, jornalista, político republicano e coronel de engenharia do Exército Português.

## Biografia
Foi filho de José Francisco Garcia, Chefe de Oficinas do Arsenal da Marinha que foi preso e perseguido pelos Miguelistas, tendo em 1833 protagonizado uma fuga da Cadeia do Limoeiro onde aguardava a condenação à morte, quando o filho José Elias Garcia tinha 3 anos de idade, e de sua mulher Maria Antónia de São José.
Fundou em 1854 o periódico O Trabalho, a primeira publicação abertamente republicana em Portugal. Foi Vereador e em 1878 Presidente da Câmara Municipal de Lisboa, onde tem uma Avenida com o seu nome. Foi eleito Deputado Reformista a partir de 1870 e Deputado Republicano em 1890.
Foi Director da Associação dos Jornalistas e Escritores Portugueses. Colaborou na revista de pedagogia Froebel (1882-1884) dirigida por Feio Terenas.
Membro da Maçonaria desde 1853, foi o 1.º e único Grão-Mestre interino, depois definitivo, da Federação Maçónica entre 1863 e 1869, 3.º e 5.º Presidente do Conselho da Ordem do Grande Oriente Lusitano de 1882 a 1884 e de 1887 a 1888 e 14.º Soberano Grande Comendador interino do Supremo Conselho afecto ao Grande Oriente Lusitano e 3.º Grão-Mestre interino do Grande Oriente Lusitano Unido de 1884 a 1886 e 16.º Soberano Grande Comendador interino, depois definitivo, do Supremo Conselho afecto ao Grande Oriente Lusitano e 5.º Grão-Mestre interino, depois definitivo, do Grande Oriente Lusitano Unido de 1887 a 1889.
Casou a 20 de outubro de 1888, na Igreja de Santa Catarina, em Lisboa, com Palmira dos Anjos Garcia, natural de Lisboa, Conceição Nova, filha de Francisco José Garcia e de Maria José de Faria, de quem não teve filhos.
Faleceu a 22 de abril de 1891, no Hotel Atlântico, Largo do Corpo Santo, freguesia dos Mártires, em Lisboa, aos 60 anos de idade, encontrando-se sepultado em jazigo, no Cemitério do Alto de São João, na mesma cidade.